# Корнилий (Родусакис)
Митрополи́т Корни́лий (греч. Μητροπολίτης Κορνήλιος, в миру Эммануил Родусакис, греч. Εμμανουήλ Ροδουσάκης; 6 марта 1936, Магарикари, Крит, Греция — 14 мая 2023, Иерусалим) — епископ Иерусалимской православной церкви, старец-митрополит Петрский.

## Биография
В 1951 году прибыл в Иерусалим. Учился в Иерусалимской Патриаршей школе. 20 мая 1958 года был пострижен в монашество. 30 июня 1959 года рукоположён в сан иеродиакона.
В 1963 году окончил Богословскую школу на острове Халки.
29 июня 1964 года рукоположён в сан пресвитера. В 1965 году возведён в сан архимандрита.
В 1972 году избран членом Священного Синода Иерусалимской Православной Церкви. Нёс послушание архивариуса, преподавателя и начальника Патриаршей школы в Иерусалиме. Также исполнял обязанности редактора, затем главного редактора журнала «Νέα Σιών» (Новый Сион) и начальника Образовательного отдела.
В октябре 1976 года был избран и 6 ноября того же года хиротонисан во епископа Севастийского с возведением в сан архиепископа.
7 февраля 1978 года назначен патриаршим эпитропом в Вифлееме.
В марте 1991 года назначен экзархом (представителем) Иерусалимского патриархата на Кипре.
11 ноября 1991 года возведён в сан митрополита. Назначен начальником Церковного Суда Иерусалимской Патриархии.
30 апреля 1998 года был избран старцем-митрополитом Петрским. В качестве патриаршего представителя участвовал в различных конференциях и миссиях.
В 2000 году назначен председателем Хозяйственного отдела Иерусалимской православной церкви.
20 декабря 2000 года, на следующий день после кончины Патриарха Иерусалимского Диодора на внеочередном заседании Священного Синода избран местоблюстителем Иерусалимского патриаршего престола.
22 декабря 2000 года Митрополит Корнилий возглавил отпевание Патриарха Диодора, которое состоялось в Кафедральном храме Иерусалимской Патриархии свв. Равноапостольных Константина и Елены в 8:30.
Оставался на посту местоблюститлея до избрания патриархом Иерусалимским митрополита Иерапольского Иринея 13 августа 2001 года.
В ноябре 2004 года освобождён от должности экзарха на Кипре.
30 мая 2005 года вновь избран местоблюстителем патриаршего престола, вдовствующего после отрешения от должности патриарха Иерусалимского Иринея и оставался на этом посту до избрания патриархом Иерусалимским архиепископа Фаворского Феофила 22 августа того же года.
Умер 14 мая 2023 года. 15 мая 2023 года в монастырском храме Святых Константина и Елены состоялось его отпевание, которое возглавил Патриарх Иерусалимский Феофил. Ему сослужили архиереи-святогробцы, митрополит Лидрийский Епифаний (Махериотис) (Кипрская православная церковь), иеромонахи и арабоязычные священники. Его память также почтили Генеральный консул Греции в Иерусалиме Евангелос Влиорас, представитель Московского Патриархата архимандрит Дометиан, миряне из Иерусалима и других городов.